# المدارة (الجوف)
المدارة هي إحدى قرى الجمهورية اليمنية. تتبع جغرافيا لمحافظة الجوف وإداريًا لمديرية رجوزه. يبلغ تعداد سكانها 1229 نسمة حسب الإحصاء الذي أجري عام 2004.